# Šime Vrsaljko
Šime Vrsaljko (pronunciato [ʃǐːme ʋr̩sǎːʎko]; Fiume, 10 gennaio 1992) è un ex calciatore croato, di ruolo difensore.

## Biografia
Anche suo padre Mladen è stato un calciatore.
Vrsaljko è nato nel 1992 in esilio a Fiume a causa del bombardamento della sua città natale di Zara. La sua famiglia è tornata a Zara e nei dintorni di Nadin, da dove proviene suo padre, al termine della guerra. Sua madre Branka (nata Ćelić) proviene da Dračevac Ninski, vicino a Poličnik. L'avo di Vrsaljko fu ucciso dai Partigiani jugoslavi durante la Seconda guerra mondiale, quando suo nonno paterno, da cui Vrsaljko ha preso il nome, aveva solo pochi mesi. Quando suo nonno morì, fu sepolto con la maglia della nazionale croata di Vrsaljko. Suo zio paterno Svemir è un ex vicesindaco di Benkovac, che ha prestato servizio come comandante dell'unità speciale "Poskoci" durante la Guerra d'indipendenza croata.
Nell'estate 2017 è convolato a nozze con la fidanzata, Matea; la coppia ha un figlio, nato a Zagabria nel giugno 2018.

## Caratteristiche tecniche
Vrsaljko era un terzino che agiva prevalentemente a destra, ma in grado di disimpegnarsi anche sulla fascia opposta. Univa a una buona lettura della fase difensiva la capacità di spinta in fase di attacco.

## Carriera

### Club

#### Dinamo Zagabria
Dopo aver compiuto le trafile giovanili nella Dinamo Zagabria, il 26 giugno 2009 viene ceduto in prestito alla Lokomotiva Zagabria. Nei sei mesi di permanenza nel club satellite della Dinamo, Vrsaljko colleziona 17 presenze di cui 16 da titolare. Tornato alla Dinamo Zagabria il 22 dicembre dello stesso anno, esordisce in prima squadra il 27 febbraio successivo nella vittoria interna per 6-0 contro il Croatia Sesvete.
Nei quattro anni successivi contribuisce alla conquista di quattro titoli nazionali, due Coppe di Croazia e una Supercoppa. Il 29 agosto 2010 segna il suo primo gol da professionista, aprendo le marcature in occasione della vittoria casalinga per 2-0 contro il Cibalia. Nella stessa stagione debutta anche nelle coppe europee, prima in Champions League e poi in Europa League.

#### Genoa
L'11 luglio 2013 viene ceduto alla società italiana del Genoa per circa 4 milioni di euro. Dopo aver debuttato in maglia rossublù il 17 agosto in Coppa Italia contro lo Spezia, esordisce in Serie A il 25 agosto 2013 nella partita Inter-Genoa, terminata con una sconfitta della squadra ligure. Durante la stagione viene impiegato prima come terzino destro nella difesa a 4 del tecnico Liverani e poi, con l'arrivo di Gian Piero Gasperini, quarto di centrocampo, sempre a destra, nel 3-4-3 proposto dal tecnico piemontese. Chiude la sua prima stagione in Italia con 22 presenze.

#### Sassuolo
Il 22 luglio 2014 viene acquistato dal Sassuolo per circa 4 milioni di euro. Esordisce con la nuova maglia il 31 agosto, durante la prima giornata di campionato contro il Cagliari, subentrando negli ultimi minuti a Nicola Sansone. Termina la prima stagione in Emilia con 22 presenze (21 in Serie A e una in Coppa Italia) e con 4 assist. Nella seconda stagione invece è uno dei tanti protagonisti della cavalcata del Sassuolo verso la qualificazione all'Europa League, contribuendo al gioco offensivo della squadra e risultando uno dei migliori terzini del campionato. Conclude la stagione con 35 presenze in campionato e una in Coppa Italia.

#### Atlético Madrid
Il 5 luglio 2016 viene ufficializzato il suo passaggio all'Atlético Madrid per circa 18 milioni di euro. Esordisce il 17 settembre nella vittoria per 5-0 contro lo Sporting Gijón. Il 19 marzo 2017, durante la partita vinta per 3-1 contro il Siviglia, subisce un grave infortunio al ginocchio sinistro, riportando la rottura parziale del legamento crociato posteriore e una distorsione al legamento collaterale interno, dovendo così terminare anzitempo la stagione.

#### Prestito all’Inter e ritorno all'Atlético
Il 1º agosto 2018 viene comunicato il suo trasferimento all'Inter in prestito annuale per 6,5 milioni di euro con diritto di opzione per l'acquisto a titolo definitivo per altri 17,5 milioni. Esordisce in maglia nerazzurra il 26 agosto, nel match casalingo contro il Torino, terminato 2-2. Dopo aver collezionato 13 presenze in totale, a febbraio 2019 è costretto a farsi operare al ginocchio, chiudendo anzitempo la sua stagione.
Tornato all’Atletico, torna a giocare il 26 gennaio 2020 nella Liga contro il Leganés (0-0). Il 10 agosto 2020 viene confermato positivo al COVID-19, insieme al compagno Ángel Correa, che però non influirà sulla partita di Champions contro il Lipsia. L'11 maggio 2022, in occasione dell'incontro di campionato vinto per 2-0 sull'Elche, gioca la sua partita numero 100 con l'Atlético Madrid.

#### Olympiakos e ritiro
Il 2 luglio 2022, una volta scaduto il suo contratto con i colchoneros, si accasa ai greci dell'Olympiacos. Fa il suo debutto con la casacca dei Erithrolefki il 20 luglio, parte da titolare in occasione del match di andata del secondo turno di qualificazione di Champions League pareggiato in casa del Maccabi Haifa (1-1).
Dopo aver risolto il contratto con il club greco dopo aver giocato solo 9 partite in 5 mesi, il 23 marzo 2023 annuncia il ritiro a causa dei tanti problemi fisici che hanno condizionato gli ultimi anni della sua carriera.

### Nazionale
Dopo aver svolto tutta la trafila delle nazionali giovanili, esordisce con la nazionale maggiore a 19 anni nella partita contro la Rep. Ceca del 9 febbraio 2011, risultando il più giovane esordiente della nazionale. Convocato dal commissario tecnico Niko Kovač per il Mondiale 2014, gioca da titolare, impiegato nel ruolo di terzino sinistro, nella partita d'esordio contro il Brasile.
Viene convocato anche per gli Europei 2016, dove la nazionale croata viene eliminata agli ottavi di finale dal Portogallo, e per il Mondiale 2018, al termine del quale diventa vicecampione del mondo. Il 26 agosto 2022, a pochi mesi dai Mondiali in Qatar, annuncia il proprio ritiro dalla nazionale.

## Statistiche

### Presenze e reti nei club
Statistiche aggiornate al 3 novembre 2022.
| Stagione               | Squadra                | Campionato             | Campionato | Campionato | Coppe nazionali | Coppe nazionali | Coppe nazionali | Coppe continentali | Coppe continentali | Coppe continentali | Altre coppe | Altre coppe | Altre coppe | Totale | Totale |
| Stagione               | Squadra                | Comp                   | Pres       | Reti       | Comp            | Pres            | Reti            | Comp               | Pres               | Reti               | Comp        | Pres        | Reti        | Pres   | Reti   |
| ---------------------- | ---------------------- | ---------------------- | ---------- | ---------- | --------------- | --------------- | --------------- | ------------------ | ------------------ | ------------------ | ----------- | ----------- | ----------- | ------ | ------ |
| 2009-gen. 2010         | Lokomotiva Zagabria    | 1. HNL                 | 17         | 0          | CC              | 0               | 0               | -                  | -                  | -                  | -           | -           | -           | 17     | 0      |
| gen.-giu. 2010         | Dinamo Zagabria        | 1. HNL                 | 10         | 0          | CC              | 1               | 0               | -                  | -                  | -                  | -           | -           | -           | 11     | 0      |
| 2010-2011              | Dinamo Zagabria        | 1. HNL                 | 16         | 1          | CC              | 0               | 0               | UCL+UEL            | 1+7                | 0                  | SC          | 0           | 0           | 24     | 1      |
| 2011-2012              | Dinamo Zagabria        | 1. HNL                 | 22         | 0          | CC              | 2               | 0               | UCL                | 8                  | 0                  | -           | -           | -           | 32     | 0      |
| 2012-2013              | Dinamo Zagabria        | 1. HNL                 | 25         | 0          | CC              | 0               | 0               | UCL                | 7                  | 0                  | -           | -           | -           | 32     | 0      |
| Totale Dinamo Zagabria | Totale Dinamo Zagabria | Totale Dinamo Zagabria | 73         | 1          |                 | 3               | 0               |                    | 23                 | 0                  |             | -           | -           | 99     | 1      |
| 2013-2014              | Genoa                  | A                      | 22         | 0          | CI              | 1               | 0               | -                  | -                  | -                  | -           | -           | -           | 23     | 0      |
| 2014-2015              | Sassuolo               | A                      | 21         | 0          | CI              | 1               | 0               | -                  | -                  | -                  | -           | -           | -           | 22     | 0      |
| 2015-2016              | Sassuolo               | A                      | 35         | 0          | CI              | 1               | 0               | -                  | -                  | -                  | -           | -           | -           | 36     | 0      |
| Totale Sassuolo        | Totale Sassuolo        | Totale Sassuolo        | 57         | 0          |                 | 2               | 0               |                    | -                  | -                  |             | -           | -           | 59     | 0      |
| 2016-2017              | Atlético Madrid        | PD                     | 14         | 0          | CR              | 6               | 1               | UCL                | 5                  | 0                  | -           | -           | -           | 25     | 1      |
| 2017-2018              | Atlético Madrid        | PD                     | 21         | 0          | CR              | 3               | 0               | UCL+UEL            | 1+4                | 0                  | -           | -           | -           | 29     | 0      |
| 2018-2019              | Inter                  | A                      | 10         | 0          | CI              | 1               | 0               | UCL+UEL            | 2+0                | 0                  | -           | -           | -           | 13     | 0      |
| 2019-2020              | Atlético Madrid        | PD                     | 5          | 0          | CR              | 0               | 0               | UCL                | 2                  | 0                  | SS          | 0           | 0           | 7      | 0      |
| 2020-2021              | Atlético Madrid        | PD                     | 9          | 0          | CR              | 1               | 1               | UCL                | 0                  | 0                  | -           | -           | -           | 10     | 1      |
| 2021-2022              | Atlético Madrid        | PD                     | 21         | 1          | CR              | 2               | 0               | UCL                | 5                  | 0                  | SS          | 1           | 0           | 29     | 1      |
| Totale Atlético Madrid | Totale Atlético Madrid | Totale Atlético Madrid | 70         | 1          |                 | 12              | 2               |                    | 17                 | 0                  |             | 1           | 0           | 100    | 3      |
| 2022-2023              | Olympiacos             | SL                     | 3          | 0          | CG              | 0               | 0               | UCL+UEL            | 2+4                | 0                  | -           | -           | -           | 9      | 0      |
| Totale carriera        | Totale carriera        | Totale carriera        | 252        | 2          |                 | 19              | 2               |                    | 48                 | 0                  |             | 1           | 0           | 320    | 4      |

### Cronologia presenze e reti in nazionale
| Cronologia completa delle presenze e delle reti in nazionale ― Croazia | Cronologia completa delle presenze e delle reti in nazionale ― Croazia | Cronologia completa delle presenze e delle reti in nazionale ― Croazia | Cronologia completa delle presenze e delle reti in nazionale ― Croazia | Cronologia completa delle presenze e delle reti in nazionale ― Croazia | Cronologia completa delle presenze e delle reti in nazionale ― Croazia | Cronologia completa delle presenze e delle reti in nazionale ― Croazia | Cronologia completa delle presenze e delle reti in nazionale ― Croazia |
| Data                                                                   | Città                                                                  | In casa                                                                | Risultato                                                              | Ospiti                                                                 | Competizione                                                           | Reti                                                                   | Note                                                                   |
| ---------------------------------------------------------------------- | ---------------------------------------------------------------------- | ---------------------------------------------------------------------- | ---------------------------------------------------------------------- | ---------------------------------------------------------------------- | ---------------------------------------------------------------------- | ---------------------------------------------------------------------- | ---------------------------------------------------------------------- |
| 9-2-2011                                                               | Pola                                                                   | Croazia                                                                | 4 – 2                                                                  | Rep. Ceca                                                              | Amichevole                                                             | -                                                                      | 82’                                                                    |
| 10-8-2011                                                              | Dublino                                                                | Irlanda                                                                | 0 – 0                                                                  | Croazia                                                                | Amichevole                                                             | -                                                                      | 73’                                                                    |
| 2-9-2011                                                               | Ta' Qali                                                               | Malta                                                                  | 1 – 3                                                                  | Croazia                                                                | Qual. Euro 2012                                                        | -                                                                      |                                                                        |
| 25-5-2012                                                              | Pola                                                                   | Croazia                                                                | 3 – 1                                                                  | Estonia                                                                | Amichevole                                                             | -                                                                      | 80’                                                                    |
| 11-10-2013                                                             | Zagabria                                                               | Croazia                                                                | 1 – 2                                                                  | Belgio                                                                 | Qual. Mondiali 2014                                                    | -                                                                      |                                                                        |
| 31-5-2014                                                              | Osijek                                                                 | Croazia                                                                | 2 – 1                                                                  | Mali                                                                   | Amichevole                                                             | -                                                                      |                                                                        |
| 7-6-2014                                                               | Salvador                                                               | Australia                                                              | 0 – 1                                                                  | Croazia                                                                | Amichevole                                                             | -                                                                      | 25’                                                                    |
| 12-6-2014                                                              | San Paolo                                                              | Brasile                                                                | 3 – 1                                                                  | Croazia                                                                | Mondiali 2014 - 1º turno                                               | -                                                                      |                                                                        |
| 23-6-2014                                                              | Recife                                                                 | Croazia                                                                | 1 – 3                                                                  | Messico                                                                | Mondiali 2014 - 1º turno                                               | -                                                                      | 58’                                                                    |
| 12-11-2014                                                             | Londra                                                                 | Argentina                                                              | 2 – 1                                                                  | Croazia                                                                | Amichevole                                                             | -                                                                      | cap.                                                                   |
| 7-6-2015                                                               | Varaždin                                                               | Croazia                                                                | 4 – 0                                                                  | Gibilterra                                                             | Amichevole                                                             | -                                                                      |                                                                        |
| 12-6-2015                                                              | Spalato                                                                | Croazia                                                                | 1 – 1                                                                  | Italia                                                                 | Qual. Euro 2016                                                        | -                                                                      | 73’                                                                    |
| 3-9-2015                                                               | Baku                                                                   | Azerbaigian                                                            | 0 – 0                                                                  | Croazia                                                                | Qual. Euro 2016                                                        | -                                                                      |                                                                        |
| 6-9-2015                                                               | Oslo                                                                   | Norvegia                                                               | 2 – 0                                                                  | Croazia                                                                | Qual. Euro 2016                                                        | -                                                                      |                                                                        |
| 17-11-2015                                                             | Rostov                                                                 | Russia                                                                 | 1 – 3                                                                  | Croazia                                                                | Amichevole                                                             | -                                                                      | 46’                                                                    |
| 23-3-2016                                                              | Osijek                                                                 | Croazia                                                                | 2 – 0                                                                  | Israele                                                                | Amichevole                                                             | -                                                                      | 44’                                                                    |
| 26-3-2016                                                              | Budapest                                                               | Ungheria                                                               | 1 – 1                                                                  | Croazia                                                                | Amichevole                                                             | -                                                                      |                                                                        |
| 27-5-2016                                                              | Koprivnica                                                             | Croazia                                                                | 1 – 0                                                                  | Moldavia                                                               | Amichevole                                                             | -                                                                      |                                                                        |
| 4-6-2016                                                               | Fiume                                                                  | Croazia                                                                | 10 – 0                                                                 | San Marino                                                             | Amichevole                                                             | -                                                                      | 56’                                                                    |
| 17-6-2016                                                              | Tolosa                                                                 | Rep. Ceca                                                              | 2 – 2                                                                  | Croazia                                                                | Euro 2016 - 1º turno                                                   | -                                                                      | 90+8’                                                                  |
| 21-6-2016                                                              | Bordeaux                                                               | Croazia                                                                | 2 – 1                                                                  | Spagna                                                                 | Euro 2016 - 1º turno                                                   | -                                                                      |                                                                        |
| 5-9-2016                                                               | Zagabria                                                               | Croazia                                                                | 1 – 1                                                                  | Turchia                                                                | Qual. Mondiali 2018                                                    | -                                                                      |                                                                        |
| 6-10-2016                                                              | Scutari                                                                | Kosovo                                                                 | 0 – 6                                                                  | Croazia                                                                | Qual. Mondiali 2018                                                    | -                                                                      |                                                                        |
| 9-10-2016                                                              | Tampere                                                                | Finlandia                                                              | 0 – 1                                                                  | Croazia                                                                | Qual. Mondiali 2018                                                    | -                                                                      | 77’                                                                    |
| 12-11-2016                                                             | Zagabria                                                               | Croazia                                                                | 2 – 0                                                                  | Islanda                                                                | Qual. Mondiali 2018                                                    | -                                                                      |                                                                        |
| 15-11-2016                                                             | Belfast                                                                | Irlanda del Nord                                                       | 0 – 3                                                                  | Croazia                                                                | Amichevole                                                             | -                                                                      | 59’                                                                    |
| 2-9-2017                                                               | Zagabria                                                               | Croazia                                                                | 1 – 0                                                                  | Kosovo                                                                 | Qual. Mondiali 2018                                                    | -                                                                      |                                                                        |
| 5-9-2017                                                               | Eskişehir                                                              | Turchia                                                                | 1 – 0                                                                  | Croazia                                                                | Qual. Mondiali 2018                                                    | -                                                                      | 84’                                                                    |
| 6-10-2017                                                              | Fiume                                                                  | Croazia                                                                | 1 – 1                                                                  | Finlandia                                                              | Qual. Mondiali 2018                                                    | -                                                                      |                                                                        |
| 9-10-2017                                                              | Kiev                                                                   | Ucraina                                                                | 0 – 2                                                                  | Croazia                                                                | Qual. Mondiali 2018                                                    | -                                                                      | 86’                                                                    |
| 9-11-2017                                                              | Zagabria                                                               | Croazia                                                                | 4 – 1                                                                  | Grecia                                                                 | Qual. Mondiali 2018                                                    | -                                                                      |                                                                        |
| 12-11-2017                                                             | Pireo                                                                  | Grecia                                                                 | 0 – 0                                                                  | Croazia                                                                | Qual. Mondiali 2018                                                    | -                                                                      |                                                                        |
| 23-3-2018                                                              | Miami                                                                  | Perù                                                                   | 2 – 0                                                                  | Croazia                                                                | Amichevole                                                             | -                                                                      | 78’                                                                    |
| 27-3-2018                                                              | Arlington                                                              | Messico                                                                | 0 – 1                                                                  | Croazia                                                                | Amichevole                                                             | -                                                                      | 35’                                                                    |
| 3-6-2018                                                               | Liverpool                                                              | Brasile                                                                | 2 – 0                                                                  | Croazia                                                                | Amichevole                                                             | -                                                                      | 88’                                                                    |
| 16-6-2018                                                              | Kaliningrad                                                            | Croazia                                                                | 2 – 0                                                                  | Nigeria                                                                | Mondiali 2018 - 1º turno                                               | -                                                                      |                                                                        |
| 21-6-2018                                                              | Nižnij Novgorod                                                        | Argentina                                                              | 0 – 3                                                                  | Croazia                                                                | Mondiali 2018 - 1º turno                                               | -                                                                      | 67’                                                                    |
| 1-7-2018                                                               | Nižnij Novgorod                                                        | Croazia                                                                | 1 – 1 dts (3 – 2 dtr)                                                  | Danimarca                                                              | Mondiali 2018 - Ottavi di finale                                       | -                                                                      |                                                                        |
| 7-7-2018                                                               | Soči                                                                   | Russia                                                                 | 2 – 2 dts (3 – 4 dtr)                                                  | Croazia                                                                | Mondiali 2018 - Quarti di finale                                       | -                                                                      | 97’                                                                    |
| 11-7-2018                                                              | Mosca                                                                  | Croazia                                                                | 2 – 1 dts                                                              | Inghilterra                                                            | Mondiali 2018 - Semifinale                                             | -                                                                      |                                                                        |
| 15-7-2018                                                              | Mosca                                                                  | Francia                                                                | 4 – 2                                                                  | Croazia                                                                | Mondiali 2018 - Finale                                                 | -                                                                      | 90+2’                                                                  |
| 6-9-2018                                                               | Lisbona                                                                | Portogallo                                                             | 1 – 1                                                                  | Croazia                                                                | Amichevole                                                             | -                                                                      | 46’                                                                    |
| 11-9-2018                                                              | Elche                                                                  | Spagna                                                                 | 6 – 0                                                                  | Croazia                                                                | UEFA Nations League 2018-2019 - 1º turno                               | -                                                                      | 20’                                                                    |
| 15-11-2018                                                             | Zagabria                                                               | Croazia                                                                | 3 – 2                                                                  | Spagna                                                                 | UEFA Nations League 2018-2019 - 1º turno                               | -                                                                      |                                                                        |
| 18-11-2018                                                             | Londra                                                                 | Inghilterra                                                            | 2 – 1                                                                  | Croazia                                                                | UEFA Nations League 2018-2019 - 1º turno                               | -                                                                      | 26’                                                                    |
| 24-3-2021                                                              | Lubiana                                                                | Slovenia                                                               | 1 – 0                                                                  | Croazia                                                                | Qual. Mondiali 2022                                                    | -                                                                      | 65’                                                                    |
| 27-3-2021                                                              | Fiume                                                                  | Croazia                                                                | 1 – 0                                                                  | Cipro                                                                  | Qual. Mondiali 2022                                                    | -                                                                      | 46’                                                                    |
| 1-6-2021                                                               | Velika Gorica                                                          | Croazia                                                                | 1 – 1                                                                  | Armenia                                                                | Amichevole                                                             | -                                                                      | 46’                                                                    |
| 6-6-2021                                                               | Bruxelles                                                              | Belgio                                                                 | 1 – 0                                                                  | Croazia                                                                | Amichevole                                                             | -                                                                      |                                                                        |
| 13-6-2021                                                              | Londra                                                                 | Inghilterra                                                            | 1 – 0                                                                  | Croazia                                                                | Euro 2020 - 1º turno                                                   | -                                                                      |                                                                        |
| 18-6-2021                                                              | Glasgow                                                                | Croazia                                                                | 1 – 1                                                                  | Rep. Ceca                                                              | Euro 2020 - 1º turno                                                   | -                                                                      |                                                                        |
| 10-6-2022                                                              | Copenaghen                                                             | Danimarca                                                              | 0 – 1                                                                  | Croazia                                                                | UEFA Nations League 2022-2023 - 1º turno                               | -                                                                      | 46’                                                                    |
| Totale                                                                 |                                                                        | Presenze                                                               | 52                                                                     |                                                                        | Reti                                                                   | 0                                                                      |                                                                        |

| Cronologia completa delle presenze e delle reti in nazionale ― Croazia under 21 | Cronologia completa delle presenze e delle reti in nazionale ― Croazia under 21 | Cronologia completa delle presenze e delle reti in nazionale ― Croazia under 21 | Cronologia completa delle presenze e delle reti in nazionale ― Croazia under 21 | Cronologia completa delle presenze e delle reti in nazionale ― Croazia under 21 | Cronologia completa delle presenze e delle reti in nazionale ― Croazia under 21 | Cronologia completa delle presenze e delle reti in nazionale ― Croazia under 21 | Cronologia completa delle presenze e delle reti in nazionale ― Croazia under 21 |
| Data                                                                            | Città                                                                           | In casa                                                                         | Risultato                                                                       | Ospiti                                                                          | Competizione                                                                    | Reti                                                                            | Note                                                                            |
| ------------------------------------------------------------------------------- | ------------------------------------------------------------------------------- | ------------------------------------------------------------------------------- | ------------------------------------------------------------------------------- | ------------------------------------------------------------------------------- | ------------------------------------------------------------------------------- | ------------------------------------------------------------------------------- | ------------------------------------------------------------------------------- |
| 2-3-2010                                                                        | Reims                                                                           | Francia under 21                                                                | 3 – 1                                                                           | Croazia under 21                                                                | Amichevole                                                                      | -                                                                               | 46’                                                                             |
| 19-5-2010                                                                       | Varaždin                                                                        | Croazia under 21                                                                | 1 – 1                                                                           | Slovacchia under 21                                                             | Qual. Europeo Under-21 2011                                                     | -                                                                               |                                                                                 |
| 11-8-2010                                                                       | Varaždin                                                                        | Croazia under 21                                                                | 4 – 1                                                                           | Norvegia under 21                                                               | Qual. Europeo Under-21 2011                                                     | -                                                                               |                                                                                 |
| 19-5-2010                                                                       | Kragujevac                                                                      | Serbia under 21                                                                 | 2 – 2                                                                           | Croazia under 21                                                                | Qual. Europeo Under-21 2011                                                     | -                                                                               |                                                                                 |
| 9-10-2010                                                                       | Burgos                                                                          | Spagna under 21                                                                 | 2 – 1                                                                           | Croazia under 21                                                                | Qual. Europeo Under-21 2011                                                     | -                                                                               |                                                                                 |
| 15-8-2012                                                                       | Tbilisi                                                                         | Georgia under 21                                                                | 1 – 1                                                                           | Croazia under 21                                                                | Qual. Europeo Under-21 2013                                                     | -                                                                               |                                                                                 |
| 10-9-2012                                                                       | Alicante                                                                        | Spagna under 21                                                                 | 6 – 0                                                                           | Croazia under 21                                                                | Qual. Europeo Under-21 2013                                                     | -                                                                               |                                                                                 |
| 4-3-2013                                                                        | Varaždin                                                                        | Croazia under 21                                                                | 3 – 0                                                                           | Svezia under 21                                                                 | Amichevole                                                                      | -                                                                               |                                                                                 |
| 13-8-2013                                                                       | Vaduz                                                                           | Liechtenstein under 21                                                          | 0 – 5                                                                           | Croazia under 21                                                                | Qual. Europeo Under-21 2015                                                     | -                                                                               |                                                                                 |
| 9-9-2013                                                                        | Leopoli                                                                         | Ucraina under 21                                                                | 0 – 2                                                                           | Croazia under 21                                                                | Qual. Europeo Under-21 2015                                                     | -                                                                               |                                                                                 |
| Totale                                                                          |                                                                                 | Presenze                                                                        | 10                                                                              |                                                                                 | Reti                                                                            | 0                                                                               |                                                                                 |

## Palmarès

### Club

#### Competizioni nazionali
- Campionato croato: 4

Dinamo Zagabria: 2009-2010, 2010-2011, 2011-2012, 2012-2013
- Coppa di Croazia: 2

Dinamo Zagabria: 2010-2011, 2011-2012
- Supercoppa di Croazia: 1

Dinamo Zagabria: 2010
- Campionato spagnolo: 1

Atletico Madrid: 2020-2021

#### Competizioni internazionali
- UEFA Europa League: 1

Atlético Madrid: 2017-2018